# 根岸登喜子
根岸 登喜子（ねぎし ときこ、1927年8月22日 - 2000年4月24日）は、日本の端唄演奏家。本名:倉田（旧姓:根岸）登喜子。端唄根岸流初代家元、端唄研究会創立者。夫は芸能史研究家の倉田喜弘、門弟でもあった根岸悦子は息子の妻。

## 来歴
- 1927年（昭和2年）8月22日、東京都麻布区で誕生。
- 1931年（昭和6年）5月5日、数え年の5歳の5月5日に杵屋多以次について長唄を習い始める。その後師匠を転々とする。
- 1939年（昭和14年）頃、長唄の師匠としてついていた二世杵屋勘次（本名：竹若雄二郎、のちの二世東明柳舟）門下で東明流を学ぶ。
- 1944年（昭和19年）3月、実践女学校卒業。
- 昭和20年代、小唄ブームもあり宇部曹達工業に勤める傍ら、蓼胡寸恵に入門。
- 1954年（昭和29年）、蓼 胡寸喜（たで こすき）の名前で築地に、後神田神保町に小唄稽古所を開設。
- 同時期に藤本琇丈に入門、民謡・俗曲を学び始める。昭和30年代、藤本琇丈と組んでキングレコードで端唄・俗曲・小唄の吹込みを行う。
- 1956年（昭和31年）、同年から催された前衛小唄の同人「小唄若葉会」（主催：大野恵造）に参加。杵屋正邦、常磐津英寿、清元梅吉らの新曲や立奏形式・五線譜での演奏などを学ぶ。同会は39年で解散。
- 1959年（昭和34年）、自身の会である「胡寸喜会」スタート。同年、東明流で「東明葉舟（とうめい ようしゅう）」の名で名取。
- 1963年（昭和38年）、NHK邦楽技能者育成会に第9期生として入学。洋楽理論・発声法を学ぶ。筝曲演奏家の宮下伸は同期。
- 1964年（昭和39年）、NHKテレビ「芸能百選」で三浦布美子、下谷小つる（後に離脱、代わりに山本真由美が入る）とともに「俗曲3人娘」として出演。それまで長唄や東明流で撥弾きに慣れていたことから小唄に嫌気がさしており、この頃からNHKプロデューサーの一人から端唄を勧められる。
- 1965年（昭和40年）、知名度が薄くなっていた端唄のイメージ刷新を狙い、端唄研究会設立。
- 1968年（昭和43年）9月5日、イイノホールで「端唄の会」開催、以後1年ごとに開催。浅井丸留子、小唄勝太郎、市丸、杵屋佐登代、日本橋きみ栄、栄芝といった端唄・俗曲演奏家による新機軸の端唄の会を開催。
- 以降、藤本会においても歌い手として3人娘の三浦・山本らとともに活躍。
- 1973年（昭和48年）11月26日、藤本会を独立し「端唄根岸流」創流、初代家元となる。同時に小唄の教授をやめ端唄の演奏・教授に専念。西洋式発声法なども取り入れた、それまでの三味線音楽にとらわれない形での端唄の復権を目指す。
- 1982年（昭和57年）、国立劇場の寄席囃子研修生第三期の端唄・俗曲部門の講師となる（平成7年まで勤務）。
- 1983年（昭和58年）、第38回芸術祭賞大衆芸能部門優秀賞受賞。
- 1990年（平成2年）、脳出血で倒れる。翌年復帰。
- 2000年（平成12年）4月24日、没。享年72。

## 業績
若葉会時代に手に入れた杵屋正邦らによる現代曲のレパートリーや石川潭月作による新曲、市丸によってうたわれた中山小十郎作曲の江戸小歌、自作の新曲なども積極的に「端唄」として演奏会で発表する一方、「鐘をどんどん」「堺ぶし」「妙国寺」などの稀曲、「いざや」などの上方唄、また杵屋佐登代から学んだ四世杵屋佐吉作曲の芙蓉曲、浅井丸留子から学んだ「不老不死」「今宵のような」「蛇山」などの益田太郎冠者作詞曲のレパートリーの継承を行った。またその一方で従来の端唄のレパートリーの整理・教授を行うなど、古典・新作にとらわれない端唄の演奏・普及活動を行った。
加えて若葉会時代に学んだ立奏形式から「立って端唄をうたう」「ピアノ伴奏・洋楽伴奏で歌う」などの新しい形や、藤本会などで行われた出演者総出演の「フィナーレ形式」を取り入れるなど、演奏の形式に関してもさまざまな改良を行った。

## 門弟
- 花季利恵（師没後独立、門弟で作った団体「花季会」会長）
- 根岸悦子（師没後独立、現・端唄根岸家元）
- 初代花季知優佳（三味線方、元長唄出身。根岸とはNHK邦楽技能者育成会の同期。当初「根岸知代」を名乗るが1989年頃知優佳と改名。2014年没。娘に長唄演奏家の東音植松美名、端唄演奏家の二代目・花季知優佳）
- 花季彌生（三味線方、以前落語協会で「戸辺まさ」の名で寄席囃子演奏家として活躍。「浅草ことぶ季亭」（2024年12月閉館）席主）